# 越女剑
《越女剑》是作家金庸的一部短篇武俠小說，是金庸所有的武侠創作里面历史背景最早的，亦是篇幅最短的。據金庸自己的說法，《鹿鼎記》是他武侠小说收山之作，《越女剑》只算是個獨立短篇，同樣亦是封筆之作。英文版名為“Sword of the Yue Maiden”。

## 出版情况
原於《明報晚報》1970年創刊時連載。在《明報晚報》開始刊登時，《鹿鼎記》尚在連載中。

## 故事背景
时间是在春秋时期中的吳越爭霸。真实人物越王勾践、吴王夫差、范蠡、西施。

## 劇情梗概
春秋末年，吳國差遣劍士挑釁越國，越國重臣范蠡偶遇劍術高手——阿青，阿青憑精湛劍術，將前來越國挑釁的吳國劍士擊敗。阿青在與一頭深山白猿多番交手後，自行領悟一套精湛劍術。范蠡十分賞識阿青並讓其訓練越國士兵，阿青在訓練過程中不知不覺地喜歡上范蠡。越王勾踐擊敗吳國後，范蠡終於與心愛的西施重逢，阿青因而出現妒忌之心並想將西施殺掉。當阿青正想下手殺掉西施時，阿青驚艷於西施的美貌而下不了手。可是，西施胸口被阿青無意中發出的內勁擊中，西施皺起眉頭、捧著心口的神情，美得奪人魂魄，成為千古傳頌的「西子捧心」。
這套零散劍法的傳人是南宋江南七怪之“越女劍”韓小瑩，“越女劍法”有一招名為“枝击白猿”（《射鵰英雄傳》）。

## 小說人物
- 范蠡，越王勾踐之臣，與西施互相愛慕，到最後才明白阿青愛慕自己。
- 阿青，擁有一身由白猿身上學來的奇異劍術，愛慕范蠡，想致西施於死地，最終震懾於西施的美麗而放棄，但不小心用劍氣傷了西施。
- 西施，傳說是越王用來對吳王夫差使美人計之美人，故事最終被阿青的劍氣所傷，故有西子捧心的形象。
- 白公公，一隻通曉人性喜歡以竹棒和阿青打鬧的白色猿猴，舞動竹棒間的動作帶有劍法的神髓，可說是傳授阿青劍法的師傅，初見范蠡時欲攻擊之，阿青不解向前抵擋，而與其打鬥，敗後遁入山林間。
- 勾踐，越國之王，因越國被吳王所滅，引申出臥薪嚐膽的故事。
- 吳國劍士，喝醉酒後殺死阿青的羊，後又想調戲阿青，被阿青高明的劍術擊敗。
- 越國劍士，曾見識並學習阿青的劍術，雖無人習得其高超之處，但每個人僅學到一些影子就能打敗吳國劍士。
- 文種，越國大夫，與范蠡一同為勾踐獻計攻吳。
- 薛燭、風子，鑄劍人。

## 改編作品

### 電視劇
- 1986年，《越女劍》，20集，香港亞洲電視，監製王心慰，李賽鳳飾阿青，岳華飾范蠡[1]

## 参看
- 金庸筆下武功列表
- 金庸筆下兵器列表
- 金庸筆下門派列表
- 武侠小说